# Ctenoplusia eugrapha
Ctenoplusia eugrapha är en fjärilsart som beskrevs av George Francis Hampson 1913. Ctenoplusia eugrapha ingår i släktet Ctenoplusia och familjen nattflyn. Inga underarter finns listade i Catalogue of Life.